# Gozdna železnica na Kolovcu
Gozdna železnica na Kolovcu je bila prometna pot za prevoz lesa iz okoliških gozdov do naselja Kolovec.
Severozahodno od Radomelj je manjši kraj Kolovec. Lastnik tamkajšne graščine in obsežnih gozdov Feliks Stare, ki je bil tudi lastnik vodne žage in lesne tovarne je za dovoz lesa do svojih obratov zgradil ozkotirno gozdno železnico. Proga se je pričela približno 0,5 km severno od Kolovca, na prostoru, ki mu še danes rečejo Na Rampi, od koder je tekla proti severu. Dolga je bila okoli 3 km. O sami progi ni zanesljivih podatkov, vendar g. Brate na podlagi zbranih podatkov sklepa, da je bila železnica zgrajena okoli leta 1894. Sama proga je bila preprosta samotežna gozdna železnica. Tovorne vagončke so ročno potiskali v gozd. Naloženi pa so se samotežno vračali
skupaj z zavirači, ki so jih zavirali, da niso prehitro vozili in iztirili. Tirna širina je bila verjetno 60 ali 76 cm. Železnica je obratovala do konca prve svetovne vojne, ko so zaradi izsekanih gozdov progo ukinili in jo razstavili.
Od same proge razen ledinskih imen ni ostalo nič. Vse kaže, da so po trasi ukinjene proge zgradili gozdno cesto, tako da je natančno prepoznavanje ostankov proge skoraj nemogoče.